# Acacia cuthbertsonii
Acacia cuthbertsonii är en ärtväxtart som beskrevs av Luehm. Acacia cuthbertsonii ingår i släktet akacior, och familjen ärtväxter.

## Underarter
Arten delas in i följande underarter:
- A. c. cuthbertsonii
- A. c. linearis